# Hoshihananomia antaretica
Hoshihananomia antaretica es una especie de coleóptero de la familia Mordellidae.

## Distribución geográfica
Habita en Nueva Zelanda.